# Нижній Куранах
Нижній Куранах (рос. Нижний Куранах, якут. Аллараа Кураанах) — селище міського типу Алданського улусу, Республіки Саха Росії. Входить до складу Міського поселення селища Нижній Куранах.
Населення — 5641 особа (2015 рік).

## Назва
Назва селища походить від якутського слова «куранах» — «сухий».

## Історія
Заснований у 1947 році. Історія селища починається з відкриття золотого розсипу на річці Великий Куранах та організації копальні, що увійшов до складу Куранаського гірничо-збагачувального комбінату у 1965 році.
Другим народженням Алданского золотопромислового району називають відкриття на початку 1950-х років Куранаського рудного поля. На початку 1960-х років починається будівництво Куранаської фабрики, яка розпочала роботу в 1966 році. Сьогодні селище Нижній Куранах є центром золотодобувної промисловості на Алданах.